# Hylesia canitia
Hylesia canitia är en fjärilsart som beskrevs av Pieter Cramer 1780. Hylesia canitia ingår i släktet Hylesia och familjen påfågelsspinnare. Inga underarter finns listade i Catalogue of Life.

## Bildgalleri

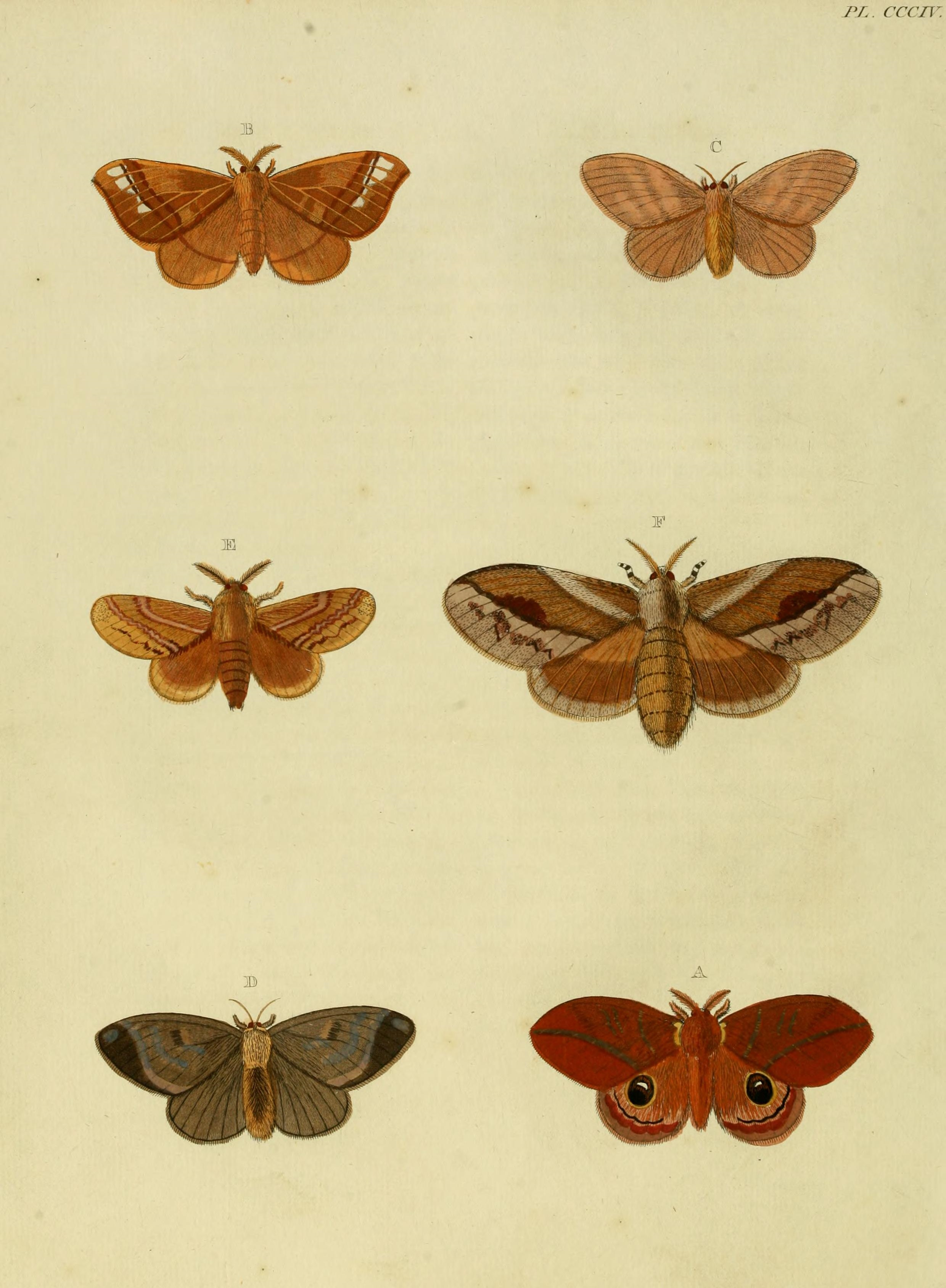